# Glycodelin
Glycodelin ist ein Protein, das in der Gebärmutterschleimhaut (Endometrium) von Primaten produziert wird. Es hat modulierende Funktion auf das Immunsystem. Aufgrund seiner Zugehörigkeit zu der Familie der Lipocaline hat es wahrscheinlich die Funktion eines Transportproteins. Es handelt sich um das mengenmäßig häufigste Protein, das im Endometrium während der mittleren bis späten Lutealphase und dem ersten Schwangerschafts-Semester ausgeschüttet wird, etwa 6–8 Tage nach Progesteron. Es gibt drei Isoformen des Proteins, die sich durch alternatives Spleißen der mRNA ergeben. Je nachdem, in welchem Gewebe Glycodelin synthetisiert wird, liegt es in einer unterschiedlichen Glykosylierung vor. Das Glycodelin der Samenflüssigkeit hat möglicherweise regulatorische Funktion bei der Kontrazeption. Das beta-Lactoglobulin in der Milch von Säugetieren ist nahe verwandt mit Glycodelin.
Es besteht ein Zusammenhang zwischen dem Glycodelinspiegel und der Schmerzwahrnehmung während der Menstruation.
Glycodelin hat eine molekulare Masse von 28 kDa. Es liegt als Homodimer mit einer molekularen Masse von 50 bis 60 kDa vor. Es besteht aus 180 Aminosäuren. Codiert wird Glycodelin auf Chromosom 9.
Glycodelin A aus Fruchtwasser trägt als Glykosilierung lacNAc oder lacdiNAc, welche immunsuppressive Effekte haben, indem sie adhäsive und aktivierende Ereignisse blockieren, die durch CD22, dem menschlichen B-Zell-Rezeptor, vermittelt werden, und LewisX, das E-selectin-vermittelte Adhäsion blockiert.
Glycodelin S aus Seminalplasma.

## Geschichte
In den 70er und 80er Jahren wurden aus verschiedenen Geweben ein Protein isoliert, das verschiedene Namen bekam, je nachdem aus welchem Gewebe es isoliert wurde. Nach Bestimmung der Oligosaccharidstruktur wurden diese Proteine Glycodelin genannt.